# Cantabrigiaster
Cantabrigiaster é um gênero extinto de equinodermos de asterozoários da ordem Somasteroidea conhecida da Formação Fezouata no Marrocos. A espécie-tipo C. fezouataensis foi inicialmente descrita em uma pré-impressão de 2017 no bioRxiv,  mas o artigo não foi publicado até 2021 na Biology Letters após ser revisado por pares. O fóssil de 480 milhões de anos foi descoberto no deserto marroquino há mais de 17 anos.
Cantabrigiaster fezouataensis, a única espécie deste gênero, tem a forma de uma estrela, mas carece de outras características distintivas vistas em qualquer um dos dois animais semelhantes a estrelas do mar vivas hoje: estrelas do mar e estrelas quebradiças. Como a espécie carecia dessas características - os braços longos e finos da estrela frágil e as placas de armadura em torno de uma estrela do mar - os pesquisadores concluíram que ela era, portanto, o ancestral de ambos.